# アルキュオン
『アルキュオン』（アルキュオーン、希: Ἀλκυών, 羅: (H)alcyo, 英: Halcyon）とは、プラトン名義の短篇の対話篇。偽書。副題は「変身（メタモルフォーシス）について」。プラトンまたはルキアノスに帰せられることがあるが、どちらも真正の著者とは認められていない。
古代にトラシュロスがまとめた四部作（テトラロギア）集36篇の中に含まれておらず、ディオゲネス・ラエルティオスが『ギリシア哲学者列伝』の中で、「誰もが一致して偽作としている」作品として名指しした11篇の内の1つ。ディオゲネス・ラエルティオスは、パボリノスの『覚書』5巻の説として、本作の著者としてレオンという人物の名を挙げている。
プラトン全集の標準底本となっている「ステファヌス版」をはじめ、近代のプラトン全集のほとんどには本作は収録されておらず、ごく一部の出版物でのみ読むことができる。
題名の「アルキュオン」（ハルシオン）とは「カワセミ」のこと。

## 構成

### 登場人物
- ソクラテス
- カイレポン – 歴史上のカイレポンはソクラテスの弟子で友人であった。

### 年代・場面設定
この対話は、ソクラテス（†紀元前399年）の存命中、紀元前404年の三十人政権の権力掌握（これによりカイレポンは国外に亡命）以前になされたと推測される。

二人の対話者はアテナイ近郊パレーロン近くの海岸を散歩している。それは冬至前後の12月の平穏な時期のことであった。古代のギリシャでは、この期間は通常晴天と穏やかな風が続いた（ギリシャの気候）。メスのカワセミがこの時期に巣を作り繁殖すると信じられており、これに因んでこの対話篇は「アルキュオン（カワセミ）」と名付けられた。

## 内容

### 概要
ソクラテスとカイレポンは、数多くの神話に伝えられている変身は実際に可能なのかという問題を議論する。この主題は、知識の限界、人間の理解力の弱さ、そして自分が知っていると思っていることの確実性の欠如という一般的な認識論的問題を導く。最後にソクラテスは、神話の本質は、それが文字通りに起こったか否かということにはなく、むしろその寓話的側面に集中するよう説得する。

### アルキュオネー（翡翠）の声
カイレポンはソクラテスに、遠くから聞こえる美しい声がどの動物のものなのか尋ねた。ソクラテスは、それはカワセミの悲しみと涙に溢れた声だと答える。そして、これに関連した神話を紹介する。古代の物語によると、風の神アイオロスの娘であるアルキュオネーは、明けの明星ポースポロスの子であるケーユクスと結婚した。夫の死後、彼女は傷心して世界中をさまよい、どこかで夫を見つけられるという期待を抱いていた。最終的に、神々は哀れみの心から彼女をカワセミに変えた。それ以来、彼女はその姿で海の上を飛び、愛する夫を探し続けている。彼女の並外れた夫への愛の報いとして、神々は彼らが寄り添う時期に天候が良好であることを保証した。
それまでカワセミの声を聞いたことのなかったカイレポンは、その声が泣き叫ぶように聞こえることは認めた。しかし、カイレポンは女性が鳥に変身することを不可能に思い、その神話の真実性を疑った（懐疑主義）。

### 人間の知識の限界
ソクラテスはカイレポンの疑念を、人間の知識の限界を指摘する機会として用いる。ソクラテスは、「これまで観察されたことのないプロセスが可能または不可能である」という主張に疑問を呈する。
ソクラテスは次のように続ける。人々が経験する日常の自然の生成変化プロセスでも、たとえば卵からどのようにして多様な生き物が生じるのか、サナギがどのようにしてチョウになるのか–変身（メタモルフォーシス）–など、彼らにとっては完全には理解不可能な未解決問題が数多くある。
ソクラテスはまた、人間の生涯は短く、たとえ人々の中では経験を多く積み、老齢であったとしても、その心は常に子供のようであると指摘する。人間の認識可能性と判断力は、偉大な自然に対して非常に限られており、成人の理解は生後数日の嬰児の理解と大同小異である。自然の力の前では、人間は皆子供のように無力で無知である。
さらに、人が「我こそが、何が生起可能で何が生起不可能かを判断できる」と考えているなら、その人は誤っているという。人々の間でも、能力の面においてある者には想像もつかないような行為が、他の者によって易々と行われることがあるように、定命の存在は神の能力の範囲と天全体の偉大さを知らない。ゆえに人間は、可能なことの限界を自分達が知っていると想定すべきではない、とソクラテスは主張する。

### 神話の本質
ソクラテスは、先祖から受け継いだカワセミの神話を子供たちにも伝承していきたいという考えを述べる。彼は、そこで描かれている出来事が文字通りそのように起こったかどうかを問題としない。むしろ彼にとって重要なのは、カワセミの伝説における模範的な夫婦愛の賛美である。カイレポンもこれ同意する。